# کارلو وانتسینا
کارلو وانتسینا (ایتالیایی: Carlo Vanzina؛ زادهٔ ۱۳ مارس ۱۹۵۱ - درگذشته ۸ ژوئیهٔ ۲۰۱۸) یک کارگردان، فیلم‌نامه‌نویس و تهیه‌کننده فیلم اهل ایتالیا بود.
وانزینا پسر ماریا ترزا ناتی و کارگردان فیلم استفانو وانتسینا و برادر انریکو وانزینا بود. او در رم به دنیا آمد. بسیاری از فیلم‌های او برای تلویزیون ایتالیا با بازیگران انگلیسی زبان ساخته شد و این فیلم‌ها در آمریکا بصورت ویدئوهای خانگی به زبان انگلیسی تولید و پخش شد.
از جمله آثار او می‌توان به به زور مال من، کنزینگتون جنوبی، نوبت عاشقی، و اینک سکس، تابستانی کنار دریا، نهار یکشنبه، چیزی زیر لباس نیست، نجیب و بدجنس، کریسمس در هند، تعطیلات در آمریکا، طعم تو و قمار اشاره کرد.